# L'assaggio (singolo)
L'assaggio è un maxi cd singolo della cantautrice italiana Mariella Nava pubblicato il 14 luglio 2006 su etichetta Nar International / Edel Music  su licenza Calycanthus.

## Descrizione
Si tratta di un maxi CD singolo. L'assaggio è il brano dal titolo esplicito che propone appunto un assaggio del nuovo album in fase di lavorazione e che uscirà poi l'anno successivo, che porterà il titolo Dentro una rosa e che non conterrà il brano L'assaggio.
Il singolo è composto da tre brani: Guarda giù, La strada, L'assaggio.
Per Guarda giù e La strada sono presenti anche i rispettivi video.
Il brano La strada è dedicato a Papa Giovanni Paolo II che nel video compare in emozionanti immagini concesse  dal Centro Televisivo Vaticano.
Il singolo arriva alla posizione n. 36 nella classifica FIMI della settimana WK 29.

## Tracce
Testi e musiche di Mariella Nava.
1. Guarda giù – 4:26
2. La strada – 4:30
3. L'assaggio – 1:05

## Formazione
- Mariella Nava - voce, pianoforte e tastiere
- Egidio Maggio - chitarre acustiche ed elettriche
- Andrea Pistilli - chitarre acustiche
- Beppe Sequestro = basso
- Jack Tama - percussioni
- Daniele Pomo - batteria